# Phtheochroa ingridae
Phtheochroa ingridae es una especie de polilla de la familia Tortricidae. Se encuentra en Italia.
La envergadura es de 18–22 mm. Se han registrado vuelos en adultos en mayo.
Las larvas se alimentan de Bryonia dioica.